# SANU-memorandum
A SANU-memorandum egy dokumentumtervezet volt, amelyet 1985 és 1986 között a Szerb Tudományos és Művészeti Akadémia (SANU) 16 tagú bizottsága készített. A dokumentum azonnal felkeltette a közvélemény figyelmét az akkori Jugoszláviában, mivel hangot adott a nemzet állapotával kapcsolatos ellentmondásos nézeteknek, és az állam alapvető átszervezése mellett érvelt. A fő téma az volt, hogy Jugoszlávia alkotmányos struktúrája diszkriminálta a szerbeket, és hogy a decentralizáció Jugoszlávia széteséséhez vezetett. Azt állította, hogy Szerbia fejlődése megtorpant Jugoszlávia más részei javára, illetve más fejlettebb régiók virágoztak fel Szerbia rovására. A memorandumot 1986-ban Jugoszlávia kormánya és a Szerb Szocialista Köztársaság kormánya a nacionalizmus szítása miatt hivatalosan elítélte. Egyesek úgy vélik, hogy kiadása kulcsfontosságú momentum volt Jugoszlávia szétesésében, és hozzájárult a délszláv háborúk kitöréséhez.

## Előzmények
Az 1980-as évek Jugoszláviájában a belpolitika egyik fő témája az 1970-es években felhalmozott hatalmas adósságok és az ebből eredő megszorító politika problémája volt. Jugoszlávia államadósságát eredetileg 6 milliárd dollárra becsülték, de kiderült, hogy ez valójában 21 milliárd dollárnak megfelelő összeg, ami elképesztő adósságterhelést jelentett. A magas adósságterhelés az 1980-as években az IMF által megkövetelt megszorítások ismétlődő politikájához vezetett, ami viszont azt eredményezte, hogy a kommunista hatóságok akkora korrupciót fedtek fel, hogy az az 1980-as évek közepére a kommunista rendszerbe vetett hit válságát idézte elő. A szisztematikus korrupció leleplezése, és az a felismerés, hogy a kommunista elitek fényűző életvitelük támogatására rendszeresen fosztogatják a közpénzeket, sok ellenérzést váltott ki, mely különösen a megszorítások idején fokozódott. Az a tény, hogy a kommunista elitek voltak azok, akik az 1970-es években felhalmozták az adósságokat, ami az 1980-as években bevezetett megszorító politikához vezetett, nemcsak népszerűtlenné tette őket, hanem súlyos kétségeket is keltett az elitek hozzáértésével kapcsolatban. A gazdasági válságot tovább fokozta, hogy Horvátország és Szlovénia gazdagabb volt Szerbiánál, és tiltakozott vagyonának átruházása Szerbia támogatására a megszorítások idején.
1985 májusában, miután Ivan Stambolić 1981 óta először sürgette a kormányt, hogy tárgyaljon Koszovóról, a SANU tizenhat kiváló akadémikusból álló bizottságot választott ki egy a gazdasági és politikai válság okairól és a problémák kezelésének módjáról szóló memorandum megalkotására. A tervek szerint a memorandumot az akadémia hagyta volna jóvá, mielőtt a Kommunista Pártnak és az állami szerveknek bemutatják. A legutolsó tervezet azonban 1986 szeptemberében kiszivárgott a rezsim egyik bulvárlapjához,  a Večernje novosti című szerb újsághoz. Az újság a dokumentumot megtámadta, reakciósnak és nacionalistának minősítette, de nem publikálta, a szerb állam és a párt illetékesei pedig hivatalos kampányba kezdtek ellene.

## Tartalma
A memorandum két részre oszlik: „Válság a jugoszláv gazdaságban és társadalomban”, valamint „Szerbia és a szerb nemzet helyzete”. Az első rész a gazdasági helyzetre, valamint az 1974-es alkotmány kihirdetését követő politikai széttagoltságra összpontosít. Azzal érvelt, hogy mivel Tito horvát volt, úgy alakította ki a jugoszláv szövetséget, hogy indokolatlanul egyensúlyba hozza az egész gazdasági és politikai rendszert szülőhazája, Horvátország és Szlovénia javára. Ily módon a feljegyzés azt állította, hogy az IMF által kirótt megszorító politikák terhei szinte teljes egészében a szerbekre hárultak, ugyanakkor lehetővé tette Horvátország és Szlovénia számára, hogy vagyonuk túl nagy részét megtartsák maguknak. A második rész arra összpontosít, amit a szerzők Szerbia alsóbbrendű státuszának tekintettek Jugoszláviában, hogy a Koszovóban és  Horvátországban élő szerbek helyzetét oly módon írják le, hogy álláspontjukat alátámassza. A feljegyzés azzal érvelt, hogy mivel a tartományi hatóságok Koszovóban és Vajdaságban is közvetlenül kapcsolatba léphettek a szövetségi kormánnyal, ez de facto a Szerb Szocialista Köztársaság ellenőrzésén kívülre helyezte őket. Koszovóban az albán etnikai többség és annak szerb kisebbsége között már 1981 márciusa óta rendszeres zavargások voltak, melyet a megszorítások idején kialakult munkaerőpiaci verseny okozott, mivel az egyetemi rendszer sokkal több diplomást képzett, mint ahány állás volt. A dokumentum azt állította, hogy a többi köztársaság, különösen Horvátország, a Koszovóban a szerb kisebbség kiszorítására irányuló összeesküvés részeként támogatta az albán többségű tartományi kormányt. A memorandumban Kosta Mihailović a gazdaságról, Mihailo Marković az önigazgatásról, Vasilije Krestić pedig a horvátországi szerbek státuszáról szóló rész szerzője volt.
A memorandum azt állította, hogy a második világháború végén Tito szándékosan gyengítette meg Szerbiát azzal, hogy szerb többségű területek nagy részét leválasztotta a mai Szerbiától, így Montenegró, Macedónia, Bosznia és Horvátország jelentős szerb többségű területekkel rendelkezik. A feljegyzés azzal érvelt, hogy Tito ezen túl is  tovább gyengítette a Szerb Szocialista Köztársaság területét azzal, hogy létrehozta a Koszovói és a Vajdasági Szocialista Autonóm Tartományt, amit a többi jugoszláv köztársaságban nem viszonoztak. A memorandum egyik fő témája a szerbek állítólagos áldozattá válása volt a többi köztársaság által, amelyekről azt állították, hogy Szerbia kárára profitáltak. A memorandum szerzői azt írták, itt az ideje, hogy „...eltávolítsák a szerb népről a történelmi bűntudatot, és hivatalosan is cáfolják azokat az állításokat, amelyek szerint a két világháború között gazdaságilag kiváltságos helyzetük volt, ellenben a történelem során tagadhatatlan felszabadító szerepük és hozzájárulásuk Jugoszlávia létrejöttéhez... A szerbek történelmük során soha nem hódítottak meg, illetve nem zsákmányoltak ki másokat. A két világháború során magukat szabadították fel, és amikor tehették, másoknak is segítettek felszabadulni”.
A szerbek állítólagos mások általi áldozattá válásának témája legalább részben válasz volt az 1980-as évek gazdasági válságára, ami azt sugallta, hogy a megszorítások terhének leginkább a többi köztársaságra kell hárulnia, de a legerősebb következmény az volt, hogy 1945 óta először olyan történelmi képet adtak, amely a szerbeket olyan egyedülállóan és eredendően erényes és tiszteletreméltó népként mutatta be, akik mások örökös áldozatai voltak. Richard Crampton brit történész szerint a memorandum igazi jelentősége abban rejlik, hogy először fogalmazta meg nyíltan azt, amit sok hétköznapi szerb ember gondolt, és hogy szerzőinek szellemi presztízse miatt egyfajta áltudományos legitimációt adott azoknak a széles körben elterjedt érzéseknek, hogy a szerbeket a gazdasági megszorítások politikája igazságtalanul sújtotta. A széles körben elterjedt gazdasági megszorítások és szenvedés idején a memorandum üzenete, hogy tudniillik a szerbek igazságtalanul kénytelenek szenvedni, a kelleténél népszerűbb lett. A dokumentum üzenete, hogy az 1980-as évek gazdasági válságának megoldása az, hogy a szerbek agresszívan érvényesítik érdekeiket Jugoszláviában azzal, hogy felszámolják Koszovó és Vajdaság autonómiáját, valamint Horvátország és Bosznia prečani szerbjeit Szerbiába integrálják. Mindez nagy riadalmat keltett Jugoszlávia más részein, ahol a memorandumot a szerb uralomra való felhívásnak tekintették.
Doris Gödl osztrák történész azt állította, hogy a szerbeket örökös áldozatként ábrázoló feljegyzés erősen azt sugallta, hogy nem tehetnek rosszat, és minden, ami Jugoszláviában elromlott, az mások műve. Gödl azt írta, hogy bár a memorandum igaz abban az értelemben, hogy a szerbek időnként valóban áldozattá váltak, a dokumentumban bemutatott történelemkép a szerbek folyamatos áldozattá válásáról az Oszmán Birodalom idejétől napjainkig rendkívül egyoldalú és eltorzított volt, figyelmen kívül hagyva azt a tényt, hogy időnként Jugoszlávia többi népe voltak a szerbek áldozatai. Gödl arra a következtetésre jutott, hogy a történelemnek ez a magyarázata, amely Jugoszlávia többi népét, különösen a horvátokat örökös agresszorokként, a szerbeket pedig állandó áldozatokként ábrázolja, sokat tett annak a nacionalizmusnak a táplálásáért, amelyet Slobodan Milošević 1987-től testesített meg.

### Szerzői
A szerkesztőbizottság 16 szerb értelmiségiből állt:
- Pavle Ivić
- Antonije Isaković
- Dušan Kanazir
- Mihailo Marković
- Miloš Macura
- Dejan Medaković
- Miroslav Pantić
- Nikola Pantić
- Ljubiša Rakić
- Radovan Samardžić
- Miomir Vukobratović
- Vasilije Krestić
- Ivan Maksimović
- Kosta Mihailović
- Stojan Ćelić
- Nikola Čobeljić

### Fő állításai
- Az albánok népirtást követnek el a szerbek ellen Koszovóban (41., 56. oldal)
- Szlovénia és Horvátország átveszi az irányítást a szerb gazdaság felett. Jugoszlávia kiviszi az ipart Szerbiából (42. oldal)
- Jugoszláviában alkotmányos változtatásokra van szükség Szerbia méltánytalan bántalmazása és meggyengítése miatt (46. oldal)
- Szerbellenes diszkrimináció tombol (50. oldal)
- Szerbia 2,5 millió állampolgárát áldozta fel Jugoszláviáért (az első és a második világháborúban), és most ennek az államnak az áldozata (52. oldal)
- 1690 és 1912 között 500 000 szerb hagyta el Koszovót, ahol az albánok népirtást követnek el (56. oldal)
- A Koszovóban élő szerbek és a Horvátországban élő szerbek diszkriminációnak vannak kitéve (58. oldal)
- A horvát szerbek soha nem látott veszélyben vannak (62. oldal)
- Minden Bosznia-Hercegovinából származó szerb író szerb és nem bosnyák író (65. oldal)
- A szerb kérdést nem lehet megoldani a jugoszláviai szerb nép teljes nemzeti és kulturális egysége nélkül (70–73. oldal)
- Az elmúlt 50 év során a szerbek kétszer estek áldozatul a pusztításnak, az asszimilációnak, a kényszerű vallási térítésnek, a kulturális népirtásnak, az ideológiai indoktrinációnak és azt mondják, hogy ennek nincs jelentősége (70–73. o.)
- Ha Jugoszlávia összeomlik, Szerbiának ragaszkodnia kell saját nemzeti érdekeihez (73. o.)

## Fogadtatása
A memorandumot a Jugoszláv Kommunisták Szövetsége, köztük Slobodan Milošević, Szerbia leendő elnöke is elítélte, aki nyilvánosan „nem másnak, mint a legsötétebb nacionalizmusnak” nevezte azt, Radovan Karadžić, a boszniai szerbek leendő vezetője, pedig kijelentette: „A bolsevizmus rossz, de a nacionalizmus még rosszabb”. E nyilatkozatok ellenére Milošević, Karadžić és más szerb politikusok titokban egyetértettek a memorandum nagy részével, és szoros politikai kapcsolatot alakítottak ki annak íróival, mint például Mihailo Markovićcsal, aki a Szerb Szocialista Párt alelnöke lett, és Dobrica Ćosićcsal, akit 1992-ben neveztek ki a Jugoszláv Szövetségi Köztársaság elnökévé. Milošević, a Szerb Kommunista Párt vezetője 1987-től cinikusan elkezdett a szerb nacionalizmushoz fordulni, hogy elvonja a közvélemény figyelmét a Kommunista Párton belüli korrupció mértékéről, ami nagyon jól működött. Milošević szerb nacionalizmushoz való vonzódása azonban elkerülhetetlenül felvillantotta a többi köztársaságban a félelmet, hogy hatalmi játékot próbál játszani annak érdekében, hogy Jugoszláviát a szerbek által uralt nemzetté tegye. Milošević 1989-es döntése Koszovó autonómiájának megszüntetéséről és szerb etnikumú rendőrök bevetése a koszovói albánok tiltakozásának erőszakos leverése érdekében Jugoszlávia többi köztársaságában az elszakadási érzelmek fokozódásához vezetett, mielőtt még Milošević a szerb uralmat egész Jugoszláviára kényszeríthette volna. A többi köztársaságban megjegyezték, hogy a SANU-memorandum Koszovó autonómiájának megszüntetésére szólított fel, és amikor ez 1989-ben megtörtént, félelmet keltett, hogy Milošević végrehajtja a memorandum többi részét is, bár nem világos, hogy akkor ez volt-e a szándéka.
Gödl azt írta, hogy 1989-re Horvátországban is a SANU-memorandumban bemutatotthoz hasonló történelemváltozatot hirdettek, amikor a horvátokat örökös áldozatként, a szerbeket pedig örökös agresszorként ábrázolták. Ebben a tekintetben különösen népszerű volt az 1990-ben megjelent „A Drina folyó vértanúi” című mű, amelyet egy ultranacionalista boszniai horvát római katolikus pap, Anto Baković atya írt, és amely a második világháború csetnik és partizán mozgalmait szélsőségesen horvát- és katolikusellenesnek, Jugoszlávia történetét pedig a szerbek által a horvátok ellen elkövetett folyamatos erőszakos traumáknak ábrázolja. Baković atya a katolikus körökben ma is ismert mártírtörténetet, a drinai vértanúk történetét írta meg. Ebben az 1941 decemberében a csetnikek áldozatává vált boszniai horvát (és más nemzetiségű) apácák egy csoportjának vértanúságát úgy ábrázolta, mint a horvátok második világháborús „mártíromságának” példáját. A Drina folyó vértanúihoz hasonló könyvek népszerűsége Gödl szerint részben a SANU-memorandumra és más hasonló szerb nacionalista munkákra adott válasz, amely a közvetlenül a második világháború utáni időszakban a partizánok által elkövetett bűncselekményekre helyezi a hangsúlyt, mellyel az azon usztasa bűnök emlékét akarták eltörölni, amelyek központi szerepet játszottak a szerbek kollektív emlékezetében. Gödl azt állította, hogy 1989-re sok szerbet és horvátot elragadtak az olyan történelmi narratívák, amelyek saját népcsoportjukat eredendően tisztának és erényesnek, a másikat pedig veleszületett gonosznak és kegyetlennek mutatták be, és magukat örökös áldozatnak, a másikat pedig örökös gonosznak tartották. Gödl azt állította, hogy az örökös áldozattá válásról szóló narratívák népszerűsége a horvátok és a szerbek körében az 1980-as években már előrevetítette Jugoszlávia 1991-1992 közötti erőszakos felbomlását.
Sima Ćirković történész szerint a SANU-memorandumot „úgynevezett memorandumnak” kell tekinteni, mivel az Akadémia soha nem fogadta el, és azt állítja, hogy a dokumentum „memorandumnak” nevezése „per se” egy manipuláció.

## Fordítás
- Ez a szócikk részben vagy egészben  a   SANU Memorandum című angol Wikipédia-szócikk ezen változatának fordításán alapul.  Az eredeti cikk szerkesztőit annak laptörténete sorolja fel. Ez a jelzés csupán a megfogalmazás eredetét és a szerzői jogokat jelzi, nem szolgál a cikkben szereplő információk forrásmegjelöléseként.